# 제29회 골든 래즈베리상
제29회 골든 래즈베리상은 2008년 영화를 대상으로 2009년 2월에 열린 시상식이다. LA 반스달 갤러리 극장에서 개최되었다.

## 수상 및 후보

### 최악의 작품상
- 러브 그루 - 마코 슈나벨 수상
- 디재스터 무비 - 아론 셀처 외1명
- 해프닝 - M. 나이트 샤말란
- 왕의 이름으로 - 우베 볼
- 섹시한 미녀는 괴로워 - Tom Putnam

### 최악의 남우주연상
- 러브 그루 - 마이크 마이어스 수상
- 미트 데이브 - 에디 머피
- 위틀리스 프로텍션 - 래리 더 케이블 가이
- 88분 - 알 파치노
- 해프닝 - 마크 윌버그

### 최악의 여우주연상
- 섹시한 미녀는 괴로워 - 패리스 힐튼 수상
- 라스베가스에서만 생길 수 있는 일 - 카메론 디아즈
- 사랑보다 황금 - 케이트 허드슨
- 러브 그루 - 제시카 알바
- 내 친구의 사생활 - 아네트 베닝 외4명

### 최악의 남우조연상
- 맘마 미아! - 피어스 브로스넌 수상
- 포스탈 - 우베 볼
- 러브 그루 - 벤 킹슬리
- 왕의 이름으로 - 버트 레이놀즈
- 러브 그루 - 번 트로이어

### 최악의 여우조연상
- 리포! 더 지네틱 오페라! - 패리스 힐튼 수상
- 디재스터 무비 - 카르멘 일렉트라
- 위틀리스 프로텍션 - 제니 맥카시
- 디재스터 무비 - Kim Kardashian
- 88분 - 릴리 소비에스키

### 최악의 감독상
- 왕의 이름으로 - 우베 볼 수상
- 디재스터 무비 - 아론 셀처 외1명
- 섹시한 미녀는 괴로워 - Tom Putnam
- 러브 그루 - 마코 슈나벨
- 해프닝 - M. 나이트 샤말란

### 최악의 각본상
- 러브 그루 - 마이크 마이어스 & Graham Gordy 수상
- 디재스터 무비 - 아론 셀처 외1명
- 해프닝 - M. 나이트 샤말란
- 섹시한 미녀는 괴로워 - Heidi Ferrer
- 왕의 이름으로 - 더그 테일러

### 최악의 속편상
- 인디아나 존스: 크리스탈 해골의 왕국 수상
- 디재스터 무비
- 스피드 레이서
- 스타 워즈: 클론 전쟁
- 지구가 멈추는 날

### 최악의 커플상
- 섹시한 미녀는 괴로워 - 패리스 힐튼 & 크리스틴 라킨 또는 조엘무어 수상
- 왕의 이름으로 - 우베 볼과 여러 배우들 & 각본 또는 카메라
- 라스베가스에서만 생길 수 있는 일 - 애쉬튼 커쳐
- 위틀리스 프로텍션 - 래리 더 케이블 가이 & 제니 맥카시
- 미트 데이브 - 에디 머피

## 같이 보기
- 제81회 아카데미상
- 제62회 영국 아카데미 영화상
- 제66회 골든 글로브상
- 제15회 미국 배우 조합상